# Philip Henry Stanhope

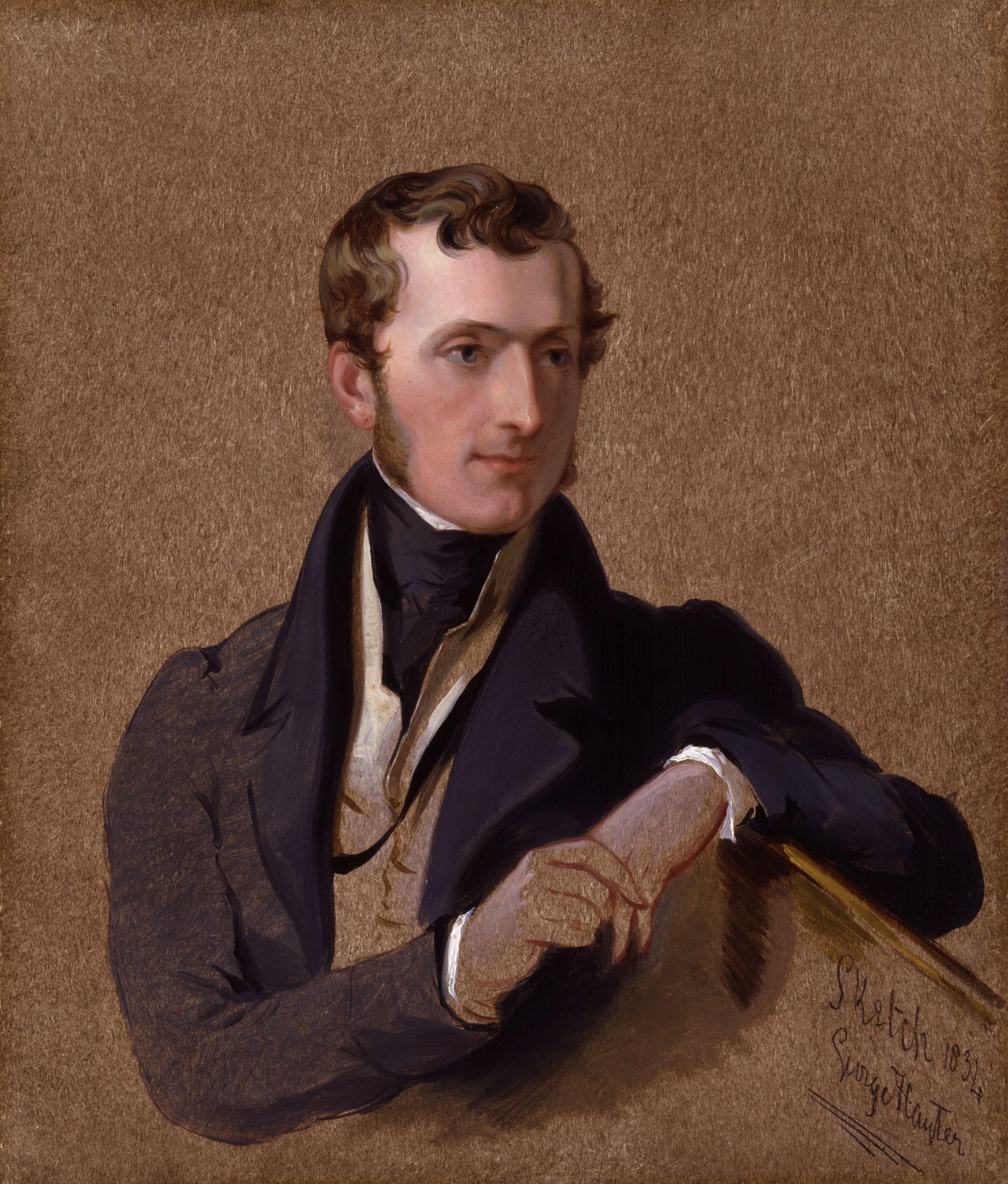
Philip Henry Stanhope

Philip Henry Stanhope (Walmer, 1805-1875) fue un historiador inglés. 

## Vida y obra
Con el nombre de lord Mahon, que llevó hasta la muerte de su padre (1855), hizo sus estudios en Oxford, en donde tomó en 1834 el título de doctor en Derecho. Miembro de la Cámara de los Comunes en 1830, votó con los tories, y abandonó su escaño cuando pasó el proyecto de reforma parlamentaria, a pesar de su violenta oposición. Reelegido en 1835, continuó desempeñando el cargo de diputado hasta 1852.
Después de haber sido subsecretario de Estado de Negocios Exteriores de 1834 a 1835, fue secretario del despacho de Indias durante el Ministerio Peel, con el cual votó la abolición de los Corn Laws. En 1855, a la muerte de su padre, heredó su título y su escaño en la Cámara de los Lores, en la cual continuó formando parte del partido conservador. Stanhope fue rector de la Universidad de Aberdeen, presidente de la Sociedad de Anticuarios de Inglaterra, individuo correspondiente y después asociado de la Academia de Ciencias Morales y Políticas de París. 
Entre sus obras más importantes se citan Historia de la sucesión de España; Historia de la paz de Inglaterra desde la paz de Utrecht hasta la paz de Versalles, Vida del gran Condé, Vida de Belisario, Ensayos históricos, etc.